# Porta Milano (Brescia)
Porta Milano è un quartiere di Brescia.

## Geografia fisica
I confini del quartiere sono delimitati a nord da via Volturno, a ovest da via Industriale e da via Stoppani, a sud da via Cassala e via Giovanni Tempini, a est da via Fratelli Ugoni e da via Tartaglia. Il territorio è pianeggiante ed è attraversato dal fiume Grande, che scorre perlopiù tombinato, e dal Garzetta, derivazione del torrente Garza.

## Origine del nome
Il toponimo è di origine moderna e fa riferimento a una delle denominazioni della porta d'accesso occidentale delle mura venete di Brescia: già Porta San Giovanni, quindi Porta Milano.

## Storia
L'area occupata dal quartiere in epoca cinquecentesca era disabitata in quanto facente parte della spianata che l'amministrazione della Repubblica di Venezia aveva adottato, dopo il 1517, a difesa della città. Il limite occidentale della spianata era posto nei pressi dell'attuale incrocio fra via Milano, via Luciano Manara e via Villa Glori, a est del quale sorse il Borgo San Giovanni, che dal 1972 fa parte del quartiere di Fiumicello.
A partire dal 1610, l'area della spianata fu riservata alla Fiera, che tradizionalmente si teneva ogni agosto, per cui fu identificata come "Campo Fiera". In seguito fu avviato anche il mercato del bestiame. All'inizio del Novecento, l'area di Campo Fiera fu coinvolta in un processo di progressiva urbanizzazione, che cominciò con la costruzione di case operaie e si concluse con l'apertura della caserma della Guardia di Finanza durante gli anni dell'amministrazione fascista.
Nel 1815 ebbero inizio i lavori di costruzione del Cimitero monumentale di Brescia, che assecondava la normativa del regno napoleonico del 1806. L'ingresso del cimitero era posto sull'attuale via Vantini, che proseguiva verso l'attuale via Morosini, ma negli anni Venti fu portato verso via Milano, comportando di conseguenza l'abbattimento della chiesa di Santa Maria della Fiera.
A fine Ottocento, l'area meridionale di Campo Fiera fu coinvolta in un processo di urbanizzazione, favorita dalla presenza delle ferrovie Milano-Venezia e Brescia-Iseo a sud e dalle forze idrauliche del fiume Grande e del Garzetta. Dismessa negli anni Ottanta, da allora è oggetto da interventi di riqualificazione, non ancora completati, appartenenti al progetto del "Comparto Milano".
Il quartiere fu istituito a seguito della delibera del consiglio comunale di Brescia del 28 luglio 1972 che suddivideva il territorio comunale in 30 aree, dopo che negli anni precedenti si era assistito alla nascita di forme spontanee di rappresentanza, i cosiddetti "comitati di quartiere", presso alcune aree della città. Il consiglio di quartiere di Porta Milano fu eletto per la prima volta il 12 giugno 1974.
Tre anni dopo, il consiglio comunale approvò il regolamento predisposto dalla Giunta Trebeschi per l'attuazione delle circoscrizioni secondo quanto stabilito dalla legge 278/1976. Porta Milano fu assegnato alla Quarta circoscrizione, assieme ai quartieri di Fiumicello e Urago Mella. Con la riforma voluta dalla Giunta Corsini, il quartiere fu invece assegnato alla Circoscrizione Centro.

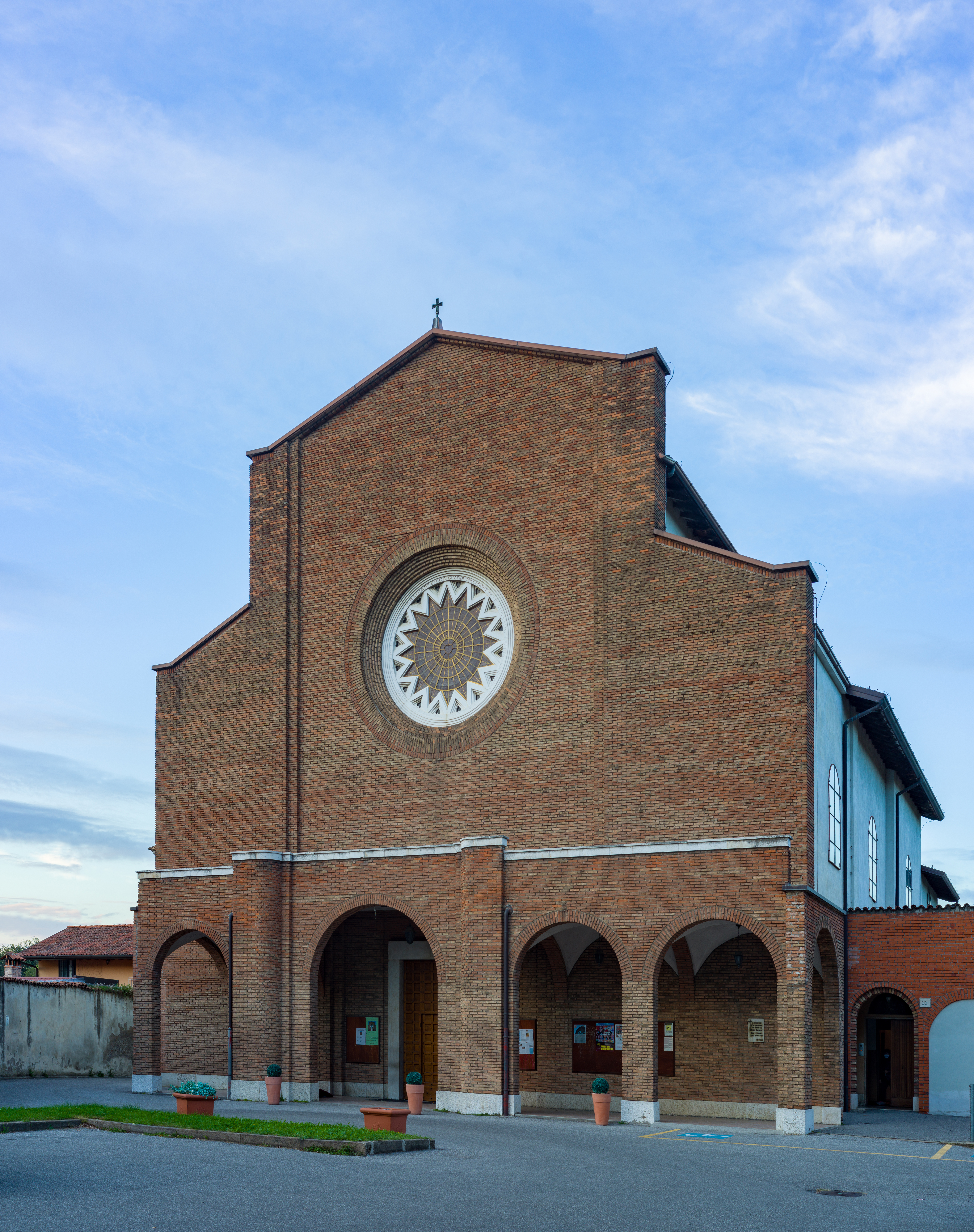
Facciata della chiesa del Sacro Cuore di Gesù in via Milano

Nel 2014, a seguito dell'abolizione delle circoscrizioni per i nuovi limiti imposti dalla legge 191/2009, la Giunta Del Bono decise di riattivare i consigli di quartiere: le prime elezioni del nuovo organismo si tennero il 14 ottobre.

## Monumenti e luoghi d'interesse
- Cimitero monumentale di Brescia, sorto su progetto di Rodolfo Vantini.

## Società

### Religione
All'interno dell'area comunale sorge la parrocchia del Sacro Cuore di Gesù, appartenente alla diocesi cattolica di Brescia.

## Infrastrutture e trasporti
Il quartiere è servito dalla linea 3 (Mandolossa - Rezzato) e dalla linea 9 (Villaggio Violino - Buffalora) della rete di trasporti urbani. Presso piazzale Beccaria, già parcheggio dell'Iveco, si trova il capolinea della linea 18, diretta alla Bornata.